# Licince
Licince (in ungherese Lice) è un comune della Slovacchia facente parte del distretto di Revúca, nella regione di Banská Bystrica.